# گروخوچیتسه
گروخوچیتسه (به لهستانی:  Grochocice) یک روستا در لهستان است که در گمینا اوژاروو واقع شده‌است.
 گروخوچیتسه  ۱۹۰ نفر جمعیت دارد.